# Steve Giasson
Pour les articles homonymes, voir Giasson.
 (octobre 2022).
La mise en forme du texte ne suit pas les recommandations de Wikipédia : il faut le « wikifier ».
Les points d'amélioration suivants sont les cas les plus fréquents. Le détail des points à revoir est peut-être précisé sur la page de discussion.
- Les titres sont pré-formatés par le logiciel. Ils ne sont ni en capitales, ni en gras.
- Le texte ne doit pas être écrit en capitales (les noms de famille non plus), ni en gras, ni en italique, ni en « petit »…
- Le gras n'est utilisé que pour surligner le titre de l'article dans l'introduction, une seule fois.
- L'italique est rarement utilisé : mots en langue étrangère, titres d'œuvres, noms de bateaux, etc.
- Les citations ne sont pas en italique mais en corps de texte normal. Elles sont entourées par des guillemets français : « et ».
- Les listes à puces sont à éviter, des paragraphes rédigés étant largement préférés. Les tableaux sont à réserver à la présentation de données structurées (résultats, etc.).
- Les appels de note de bas de page (petits chiffres en exposant, introduits par l'outil «  Source ») sont à placer entre la fin de phrase et le point final[comme ça].
- Les liens internes (vers d'autres articles de Wikipédia) sont à choisir avec parcimonie. Créez des liens vers des articles approfondissant le sujet. Les termes génériques sans rapport avec le sujet sont à éviter, ainsi que les répétitions de liens vers un même terme.
- Les liens externes sont à placer uniquement dans une section « Liens externes », à la fin de l'article. Ces liens sont à choisir avec parcimonie suivant les règles définies. Si un lien sert de source à l'article, son insertion dans le texte est à faire par les notes de bas de page.
- La présentation des références doit suivre les conventions bibliographiques. Il est recommandé d'utiliser les modèles {{Ouvrage}}, {{Chapitre}}, {{Article}}, {{Lien web}} et/ou {{Bibliographie}}. Le mode d'édition visuel peut mettre en forme automatiquement les références.
- Insérer une infobox (cadre d'informations à droite) n'est pas obligatoire pour parachever la mise en page.

Pour une aide détaillée, merci de consulter Aide:Wikification.
Si vous pensez que ces points ont été résolus, vous pouvez retirer ce bandeau et améliorer la mise en forme d'un autre article.
Steve Giasson, né le 14 septembre 1979  à Québec (Canada), est un artiste conceptuel et docteur en Études et pratiques des arts de l'Université du Québec à Montréal (UQAM).

## Pratique artistique
Sa pratique s’oriente autour de différentes formes, telles que l’écriture conceptuelle, la vidéo, la performance, l’installation, le théâtre et la photographie et s'appuie régulièrement sur l'appropriation d'œuvres réalisées par d'autres praticiens contemporains ou modernes, afin d"interroger la figure de l'artiste et l'acte créateur lui-même.
Par ailleurs, Steve Giasson compte dix-neuf livres et fascicules d'artiste et de poésie à son actif.
Dans le cadre de l’exposition « Art Souterrain » 2015, il s’est vu décerner le prix de la Vitrine culturelle pour un artiste montréalais, ainsi qu’une mention du Cirque du Soleil pour son installation VOX.
Dans son « Bilan de l'année 2015 ; L'espoir dans la relève, la honte en art public », le journaliste Jérôme Delgado compte Steve Giasson comme l'un des trois espoirs de la relève en arts visuels au Québec.

## Expositions personnelles

### Steve Giasson as Others / Steve Giasson comme les autres (2022)
Carleton University Art Gallery. Commissaire : Jean-Michel Quirion.

### Voler Bas et autres Nouvelles Performances invisibles (2021)
Le Lieu, centre en art actuel, Québec

### ich möchte nichts neues oder orginelles machen (2021)
Edmund Felson Gallery, Berlin, Allemagne.

### Nouvelles Performances Invisibles (2020-2021)
Avec ce projet, porté par Le Lieu, centre en art actuel (Québec), Steve Giasson entend poursuivre, radicaliser et critiquer la première itération des PERFORMANCES INVISIBLES (DARE-DARE (Montréal), 2015-2016) ayant connu un large écho populaire et médiatique. Il cherche également un certain dépouillement formel, tant dans l’écriture des énoncés, que dans leurs exécutions. Il souhaite enfin "redire les bruits et la fureur de son époque et propose[r] d’autres manières d’envisager l’engagement citoyen, en marge de l’activisme traditionnel".
Suivant le protocole établi précédemment, cette exposition virtuelle est constituée de 121 performances, basées sur des énoncés conceptuels, tels que :
- Performance invisible no 151 (Surveiller rien)
- Performance invisible no 164 (Se faire petit)
- Performance invisible no 165 (Faire l’artiste)
- Performance invisible no 186 (Savoir se vendre)
- Performance invisible no 197 (Répandre une rumeur)
- Performance invisible no 198 (Appartenir à une autre époque (ou Adopter la posture d'une gargouille))
- Performance invisible no 204 (Être lourd)
- Performance invisible no 207 (Pointer les cieux)
- Performance invisible no 211 (S'abstraire)
- Performance invisible no 213 (S'inquiéter / Travailler)
- Performance invisible no 218 (Être son propre metteur en scène)
- Performance invisible no 221 (Manquer de couleur)
- Performance invisible no 225 (Ne pas savoir quitter la scène)
- Performance invisible no 245 (Faire énigme (ou Adopter la posture de La Joconde de Léonard de Vinci))
- Performance invisible no 246 (Finir mal (ou Adopter la posture des Esclaves de Michel-Ange))
- Performance invisible no 248 (S’attendre au pire)

Ces actions, exécutées sans public, ont été documentées par Martin Vinette et Daniel Roy. Suivant la logique appropriationniste du travail de Giasson, elles sont souvent constituées de "reenactments" de performances préexistantes. Les énoncés conceptuels (en français, en anglais et en espagnol) et les images produites ont été dévoilés ensuite deux fois par semaine, pendant treize mois (1er mai 2020 - 31 mai 2021) sur les pages Facebook et Instagram du centre en art actuel Le Lieu et sur le site Web dédié des PERFORMANCES INVISIBLES.

### Rester Chez Soi (et autresPerformances invisiblesde circonstance) (2020)
Du 2 au 30 avril 2020, pendant le premier confinement en raison de la pandémie de la COVID-19, une sélection des PERFORMANCES INVISIBLES pouvant être exécutées chez soi est proposée sur la page Facebook de Culture Lasalle, en collaboration avec l’arrondissement de LaSalle (Ville de Montréal).

### Untitled (a living hippopotamus adopted collectively) (2019)
Edmund Felson Gallery, Gallery Weekend Berlin, Berlin, Allemagne.

### Mots Trouvés (i-xxi) (2019)
Une micro-exposition furtive d'un certain nombre de "mots trouvés", dans la lignée des travaux textuels de l'artiste conceptuel américain Haim Steinbach et des œuvres minimalistes de l'auteur fictif Federico Juan Carlos Loomis, créé par Jorge Luis Borges et Adolfo Bioy Casares in Chroniques de Bustos Domecq. Les mots trouvés de Giasson ont été imprimés sur des autocollants et disséminés dans la ville de Montréal dans le cadre de l'événement Publishing Sphere, présenté à l'Université de Montréal, Montréal du 23 au 25 mai 2019. Commissaires : Enrico Agistini Marchese, Christine Bernier, Servanne Monjour, Suzanne Paquet. 

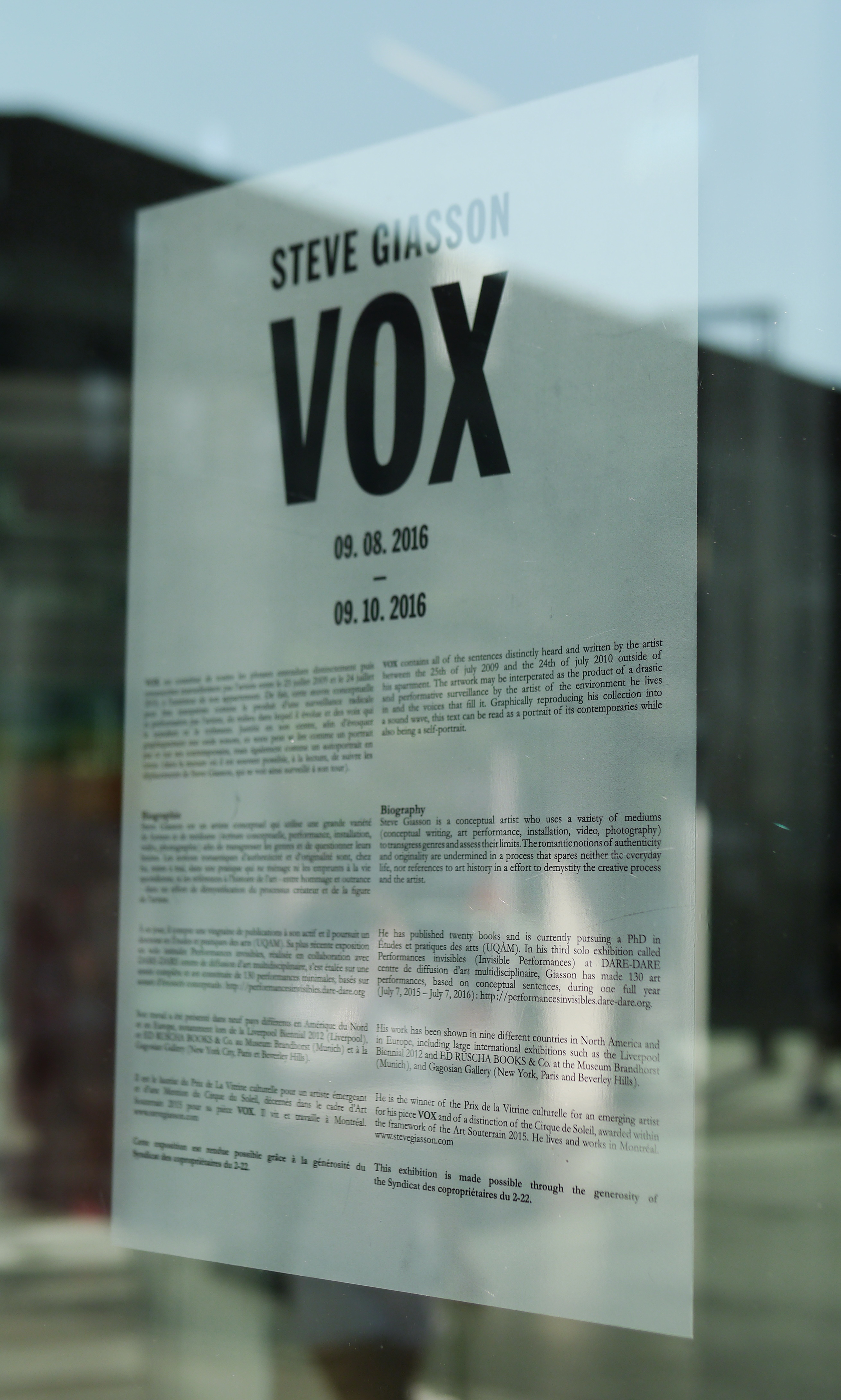
Steve Giasson, VOX, 2016. Installation textuelle. Vinyle, rideaux. Dimensions variables. La Vitrine culturelle, Édifice 2-22, Montréal

### VOX (2016)
"VOX est une œuvre constituée de toutes les phrases entendues distinctement puis retranscrites manuellement par l'artiste entre le 25 juillet 2009 et le 24 juillet 2010 à l'extérieur de son appartement". Présentée précédemment à Malmö en Suède en 2013, VOX est installée cette fois-ci, à l'aide de vinyle autocollant, dans les vitrines de l'Édifice 2-22 (9 août – 9 octobre 2016), à l'angle de la rue Sainte-Catherine et du boulevard Saint-Laurent à Montréal. 

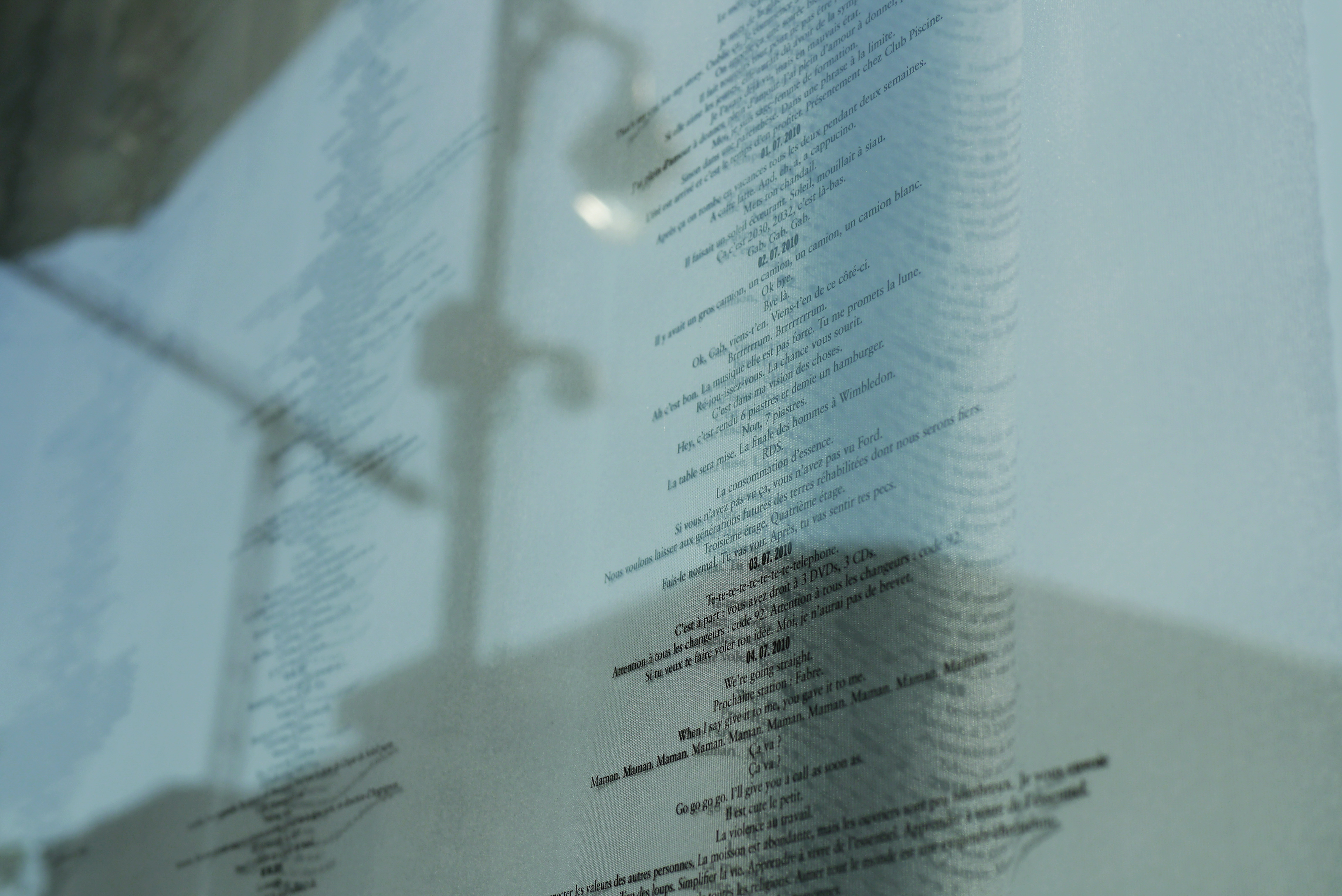
Steve Giasson, VOX, 2016. Installation textuelle. Vinyle, rideaux. Dimensions variables. La Vitrine culturelle, Édifice 2-22, Montréal.

### Performances Invisibles (2015-2016)
Performances invisibles est un projet ayant été réalisé en collaboration avec DARE-DARE centre de diffusion d'art multidisciplinaire de Montréal, dans le cadre de leur programmation « Micro-interventions dans l'espace public », sur une période d'une année complète (7 juillet 2015-7 juillet 2016). Il est constitué de 130 performances minimalistes, basées sur des énoncés conceptuels, tels que : 
- Performance invisible  no 1 (Respirer (au lieu de travailler))
- Performance invisible  no 5 (Adopter, pendant un certain temps, au coin d’une rue, la position de Marie van Goethem par Edgar Degas et demeurer debout dans une attitude de repos, les jambes en dehors, les pieds formant la quatrième position classique du ballet, les mains derrière le dos, le buste dressé et la tête rejetée en arrière)
- Performance invisible  no 7 (Ajouter une pincée de sel dans la mer)
- Performance invisible  no 11 (Se masturber discrètement contre une sculpture d’Alexander Calder) (Comme l’aurait fait Calder lui-même contre chacune de ses œuvres, selon une rumeur rapportée il y a peu par Ragnar Kjartansson)
- Performance invisible  no 12 (Jouer à cache-cache en solitaire)
- Performance invisible  no 81 (Descendre nu un escalier (sans se faire remarquer))
- Performance invisible  no 113 (Attendre la guerre)
- Performance invisible  no 114 (Passer à l'Est)

Giasson a exécuté ces énoncés discrètement dans l'espace public et privé. Puis, il les a mis en ligne en français, en anglais et en espagnol, accompagnés des images documentant leurs exécutions deux fois par semaine sur le site web dédié et sur Facebook. Leur public virtuel a également été invité à interpréter ces énoncés et à lui faire parvenir ses propres images. À ce propos, Suzanne Paquet souligne dans son essai « Entre site et site, l’image photographique comme point de passage. Les Performances invisibles de Steve Giasson » : 

« Les Performances invisibles présentent plusieurs facettes et desseins, ce qui leur donne une densité peu commune. La dimension ou l’idée de reprise est primordiale et sous-tend toute la série, puisque d’une part plusieurs des énoncés-actions citent implicitement ou explicitement des travaux d’autres artistes qui ont inspiré Giasson, et que d’autre part il suggère aux visiteurs du site web la possibilité de reprendre, à leur tour, sa démarche. [...] Des travaux comme les Performances invisibles peuvent se constituer en une réflexion sur nos modes d’habiter la ville. Ces actions pointent la pauvreté de nos milieux de vie urbains et ce, à divers égards : manque d’art au quotidien, lieux sans intérêt et pratiquement inhabitables pour certains, manque d’une sociabilité convenable et de liberté de mouvement. Une critique de la consommation aveugle et exacerbée, qui a remplacé semble-t-il les relations sociales les traverse, suivant les propos de leur auteur. »

Les Performances invisibles ont, par ailleurs, été largement couvertes dans certains journaux et revues spécialisées québécoises,,,.
Jusqu'à maintenant, deux thèses doctorales (Lapalu, 2017 et Roberge Van Der Donckt, 2017) en ont traité, de même qu'un mémoire de maîtrise (Lévêque, 2017).
Les Performances invisibles font également partie du corpus étudié dans le cadre du projet de recherche « Art urbain, art public et cultures numériques» dirigé par Suzanne Paquet, professeure agrégée au département d’histoire de l’art et d’études cinématographiques de l'Université de Montréal.
Dans un article ayant fait la une du journal Le Devoir, le 4 août 2015, intitulé « L'art invisible pour reprendre la ville », le journaliste Jérôme Delgado a qualifié les Performances invisibles « d'aussi discrètes que puissantes ».

### L'art est-il devenu sans importance? (2015-2016)
Exposition en vitrine du centre Diagonale, Montréal (20 novembre 2015 – 6 janvier 2016), L'art est-il devenu sans importance ? est une installation qui malmène les codes de l’art au moyen d’objets familiers. Ceux-ci, tels un plat de nouilles au fromage inspiré par le long-métrage de Gus Van Sant, Last Days, une plante artificielle arrosée de GHB, ainsi qu'un tee-shirt imitant ceux de la marque Enfants riches déprimés sont disposés nonchalamment tels de vulgaires accessoires du quotidien. Le titre de l'exposition évoque un article de Michael J. Lewis, "How Art Became Irrelevant. A chronological survey of the demise of art". La commissaire de cette exposition est Chloé Grondeau.

### VOX (2013)
Exposition de VOX dans la vitrine de la maison d'édition Publication Studio à Malmö en Suède (8 juillet – 8 septembre 2013). Le commissaire de cette exposition est Ola Ståhl.

### ✈11 (2012)
Exposée au Centre des arts actuels SKOL (Montréal) (7 septembre – 6 octobre 2012), l’œuvre maîtresse de cette exposition homonyme –  intitulée ✈11 –  regroupe tous les commentaires issus d'une vidéo des attaques du 11 septembre contre les tours jumelles du World Trade Center sur la chaîne YouTube. Le poème conceptuel ✈11 a d'abord été publié sur le site UbuWeb: Contemporary, du poète américain Kenneth Goldsmith, sous la rubrique Publishing the Unpublishable.
Dans l'exposition, ✈11 , ce livre de 2 637 pages, est imprimé sur 30 000 feuilles volantes, disposées en deux piles évoquant les tours jumelles. En écho aux œuvres de Félix González-Torres, le public est invité à emporter une ou plusieurs pages, de manière que les piles disparaissent lentement.
Sont exposées également dans l'espace de SKOL, l’œuvre Black Boxes, une pile de DVD gravés, contenant tous les longs-métrages que l'artiste a pu pirater, dans lesquels la ville de New York est menacée, partiellement ou totalement détruite et deux puzzles en noir et blanc représentant les Bouddhas de Bâmiyân, ces statues colossales qui étaient situées au nord de l'Afghanistan, avant d'être détruites en mars 2001 par les Talibans. S'ajoutent Blank Card (Nothing To See Nothing To Hide), une carte postale découpée et disposée sur un socle représentant les tours jumelles du World Trade Center et deux installations textuelles en lettres de vinyle autocollant noir et blanc, intitulées GHOSTSOFGHOSTSOF et SKOL. Finalement, une œuvre invisible vient compléter l'ensemble : LOVE FROM NEW YORK. Celle-ci prend la forme de vaporisations du parfum DKNY Love from New York Perfume for Women renouvelées chaque jour dans le lieu de monstration.
Stéphan Hyronde – pour le compte du Lower Manhattan Project/Projet Lower Manhattan, un programme de recherche de l'Université du Québec à Montréal qui se propose d'analyser « le processus de fictionnalisation et de mythification amorcé à partir des événements du 11 septembre 2001 » – s'est longuement entretenu avec Steve Giasson à propos de son exposition ✈11.

## Expositions collectives

### VIVA! Art Action (2017)
Steve Giasson réalise durant la biennale d'art performance VIVA! Art Action (4 – 7 octobre 2017), sise Ateliers Jean-Brillant (Montréal), une performance en quatre parties intitulée Je suis un véritable artiste, inspirée de l’œuvre de Keith Arnatt Trouser - Word Piece (1972-89). Reprenant le dispositif d'Arnatt, Giasson porte, le premier soir, des panneaux d'homme-sandwich sur lesquels on peut lire en français et en anglais 140 phrases commençant par l'énoncé "Je suis un véritable..." : "Je suis un véritable artiste / Je suis un véritable mammifère / Je suis un véritable fils / Je suis un véritable américain / Je suis un véritable homosexuel, etc." Le deuxième soir, accueillant le public, toujours en homme-sandwich, Giasson porte alors des panneaux sur lesquels est représenté son portrait en pied recto-verso. Il est vêtu de la même manière que sur les photographies en dessous des panneaux. Le troisième soir, les panneaux représentent toujours son portrait en pied recto-verso, mais complètement dénudé cette fois. Il est également nu sous les panneaux. Enfin, le dernier soir, les panneaux d'homme-sandwich portés par Giasson (à nouveau vêtu), sont recouverts d'un matériel spéculaire reflétant le lieu et le public qui l'entourent.

### 4eFoire en art actuel de Québec (2016)
Lors de la 4e Foire en art actuel de Québec (24 – 27 novembre 2016), Steve Giasson expose notamment Magazine Québec (Réédition), une réédition à compte d'auteur du premier magazine de la ville de Québec (vol. 1, No  1), fondé et imprimé par l'arrière-grand-père de l'artiste, Alexandre Aubé, en juin 1909. Le commissaire de la Foire est Emmanuel Galland.

### Ed Ruscha Books & Co. (2013-2016)
Steve Giasson participe également à l'exposition collective Ed Rusha Books & Co, présentée tout d'abord à la Galerie Gagosian New York (5 mars – 27 avril 2013), puis au Museum Brandhorst, Munich (6 juin – 22 septembre 2013), à la Galerie Gagosian de Paris (12 mars – 7 mai 2015) et à la Galerie Gagosian de Beverly Hills (28 juillet – 9 septembre 2016). Son livre Some Gasoline Prices (2011, Manchester : Apple Pie Editions) – une reprise engagée du célèbre livre d'artiste Twentysix Gasoline Stations d'Ed Ruscha  – y est présenté aux côtés des œuvres d’Ed Ruscha, Bruce Nauman, Jonathan Monk, Stan Douglas, Michael Maranda, Maurizio Nannucci, entre autres. L'exposition a pour commissaire Bob Monk.

### Monuments aux victimes de la Liberté (2015)
Dans le cadre de l'exposition collective Monuments aux victimes de la Liberté (24 septembre – 18 octobre 2015, AXENÉO7, Gatineau) - créée en réponse au Monument aux victimes du communisme que voulait ériger le gouvernement conservateur de Stephen Harper - Giasson présente trois pièces : 
- La vidéo snowwhitelenin dans laquelle sont superposés un extrait du film Blanche-neige et les Sept Nains de Walt Disney et un film d'archive sur Vladimir Ilitch Lénine.
- L'Homme d'acier, qui est constituée d'une plaque métallique représentant Joseph Staline disposée au mur à l'aide d'une rose rouge, en référence à la peinture "réaliste-socialiste" de Boris Eremeevich Vladimirski Roses for Stalin (1949).
- Et finalement Spectres, qui comprend onze éditions différentes du Manifeste du Parti communiste de Karl Marx et Friedrich Engels, que l'artiste a acheté sur le site web américain de Walmart, avant de les accrocher au mur, dans autant de sacs de plastique de cette même compagnie.

Giasson y exécute aussi une performance intitulée Cuba Libre / Mentirita, lors du vernissage, où il offre des Cuba libre aux personnes présentes, leur demandant alors si elles préféreraient "una mentirita" (un "petit mensonge", un surnom ironique du Cuba libre...) 
L'exposition est commissariée par Mélanie Boucher, Nathalie Casemajor, André-Louis Paré et Bernard Schütze Entrepreneurs du commun et Transit, collectif de commissaires et de critiques indépendants.

### Art Souterrain 2015
Lors du Festival Art Souterrain (28 février – 15 mars 2015), Steve Giasson présente dans les fenêtres de la passerelle Viger, qui relie le Complexe Guy-Favreau et le Palais des congrès de Montréal, son installation textuelle VOX. Il remporte alors le Prix de la Vitrine culturelle pour un artiste émergeant montréalais et une Mention du Cirque du Soleil.

### The Dematerialized Auction: A Fluxus fundraiser for George (2015)
Le 10 janvier 2015, Steve Giasson figure au nombre des artistes participant à la vente aux enchères Fluxus : The Dematerialized Auction: A Fluxus fundraiser for George (le documentaire de Jeffrey Perkins[réf. nécessaire] à propos de George Maciunas), à la Emily Harvey Foundation, aux côtés de : Eric Andersen, Jean-Baptiste Farkas, Ken Friedman, Thomas Geiger, Geoffrey Hendricks, Jon Hendricks, Florence Jung, Alison Knowles, Larry Miller, Ben Patterson, Yoko Ono, Jeffrey Perkins, Bengt af Klintberg, Michel Collet, Ghislain Mollet-Viéville, parmi d'autres. Les commissaires de cet événement sont Jordan Carter et Anitra Lourie.

### 7eBiennale d'art performatif de Rouyn-Noranda (2014)
Le 18 octobre 2014, juché sur un socle, Steve Giasson lit ses Petites notes sur la performance, dans le cadre de la 7e Biennale d'art performatif de Rouyn-Noranda (15 – 18 octobre 2014), sise L'Écart, Lieu D'Art Actuel (Rouyn-Noranda, Québec). Le commissariat de la biennale est assuré par Geneviève et Matthieu (collectif).

### Text Festival in Bury (2014)
Deux installations in situ de Giasson, Locutio et 0:40 minutes sont présentées dans le cadre du Text Festival in Bury (3 mai – 9 juillet 2014), organisé au Bury Art Museum (Bury, Royaume-Uni). Elles sont ensuite intégrées à la collection du musée. Le commissariat de ce festival est assuré par Tony Trehy.

### The Dark Would (2013-2014)
Dans le cadre de The Dark Would, présentée au Summerhall, Édimbourg (7 décembre 2013 – 24 janvier 2014)  et qui réunit plusieurs poètes (Caroline Bergvall, Ian Hamilton Finlay, Stéphane Mallarmé, etc.) et des artistes usant du texte dans leurs œuvres (Fiona Banner, Susan Hiller, Jenny Holzer, Richard Long, Lawrence Weiner, etc.), Steve Giasson présente une installation textuelle pratiquement invisible, intitulée GHOSTSOFGHOSTSOF (exposée une première fois lors de son exposition personnelle ✈11, 2012). Cette pièce est constituée de la phrase homonyme imprimée en lettres de vinyle autocollant blanc, disposées en cercle sur l'un des murs blancs de l'espace de monstration.

### Liverpool Biennial (2012)
En 2012, Giasson fait partie de la Liverpool Biennial (en), festival d'art contemporain. Son fascicule intitulé Directions (2012, Calgary : No Press), co-écrit avec le poète conceptuel américain Robert Fitterman est inclus dans le catalogue de la biennale. Cette brochure poétique contient les itinéraires possibles (en autobus, en jet, à pied, etc.) entre l'appartement new-yorkais de Fitterman et celui de Giasson, situé à Montréal.

### Text Festival in Bury (2011)
L’œuvre in situ intitulée 246 de Steve Giasson – qui prend la forme d'un mémorial pour les 246 morts nommés par Homère dans l'Iliade – est exposée au Fusilier Museum (Bury, R-U) parmi d'autres mémoriaux, dans le cadre du Text Festival in Bury (30 avril – 16 juillet 2011). 246 est ensuite intégrée à la collection du musée. Le commissariat de ce festival est assuré par Tony Trehy.

## Livres, brochures et fascicules d'artiste et de poésie de Steve Giasson (sélection)
- 2016. Magazine Québec (réédition). À compte d’auteur
- 2014. VIAGGIO IN ITALIA. New York City : Troll Thread
- 2014. AUTOPORTRAIT. New York City : Troll Thread
- 2013. VOX. Malmö : Publication Studio : Malmö
- 2011. Tiffany & Co. POEMS. Manchester : Apple Pie Editions
- 2011. SOME GASOLINE PRICES. Manchester : Apple Pie Editions
- 2011. O. Manchester : Apple Pie Editions
- 2011. Bazooka Joe. Tiny. Kingston (PA) : chapbookpublisher.com
- Vanessa Place [Steve Giasson]. 2010. Page Not Found. Rio : Ood Press
- 2010. ✈11. Publishing The Unpublishable #56. New York City : Ubu Editions
- avec Robert Fitterman 2010. Directions. Calgary : No Press
- 2010. Psychosis. Kingston (PA) : Naissance

## Vie privée
Steve Giasson est ouvertement homosexuel,. Il vit et travaille à Montréal.